# المتاهات الأخلاقية
المتاهات الأخلاقية: عالم مديري الشركات، كتاب من تأليف عالم الاجتماع روبرت جاكال عام 1988، يبحث في عالم مديري الشركات في الولايات المتحدة. في المقدمة ، كتب جاكال أنه "ذهب إلى هذه المنظمات لدراسة كيف تشكل البيروقراطية - الشكل التنظيمي السائد في مجتمعنا - يشكل الوعي الأخلاقي  و أن الكتاب هو حساب إجتماعي تفسيري لكيفية اعتقاد المديرين أن العالم يعمل. تم تسميته "أفضل كتاب إدارة وإدارة أعمال" لعام 1988 من قبل جمعية الناشرين الأمريكيين.

## ملخص
تستند المتاهات الأخلاقية إلى عدة سنوات من العمل الميداني أجرى خلالها المؤلف مقابلات مع المديرين في العديد من الشركات الكبيرة في أوائل الثمانينيات.
من خلال هذه المقابلات ، يصف الكتاب البناء الاجتماعي للواقع داخل الشركات الكبرى في الولايات المتحدة. يجادل الكتاب بأن البيروقراطية في الشركات الأمريكية الكبيرة: يُنظم تجارب الناس مع الوقت ، وفي الواقع يجعل حياتهم روتينية من خلال إشراكهم على أساس يومي في عمل هادف عقلاني وموافق عليه اجتماعيًا ؛ ويجلبهم إلى التقارب اليومي مع السلطة والخضوع لها ، ويخلق في هذه العملية مواقف تصاعدية ذات طابع حاسم. العواقب الاجتماعية والنفسية ؛ يضع علاوة على عادة عقلانية وظيفية ، براغماتية تسعى إلى أهداف محددة ؛ ويخلق مقاييس دقيقة للهيبة وتسلسلًا هرميًا مفصلاً للوضع ، بالإضافة إلى تعزيز المنافسة الشديدة على المكانة ، يجعل أيضًا القواعد والإجراءات والسياقات الاجتماعية والبروتوكول الخاص بالمنظمة ذات أهمية قصوى للأدلة النفسية والسلوكية.
ربما يكون الاكتشاف الأكثر أهمية هو أن المديرين الناجحين هم متلاعبون برموز بارعون. يقدم المديرون الناجحون وجهًا عامًا ويمكن تصنيفهم على أنهم يوفرون العمل العاطفي كأحد أنشطتهم الرئيسية. يجب أن يكونوا قادرين على العمل بشكل جيد مع الآخرين وتطويع احتياجاتهم العاطفية والنفسية لمطالب الآخرين. يؤدي الغموض الشديد في عملهم وتقييمه إلى شعور المديرين بأنه "بدلاً من القدرة والموهبة والخدمة المتفانية لمنظمة ما ، فإن السياسة والحديث الماهر والحظ والعلاقات والترويج الذاتي هي الحقيقة فارز الناس في الأغنام والماعز.

## الهيكل
يبدأ الكتاب بالسياق التاريخي. يوضح كيف تغير الهيكل التنظيمي للأعمال الأمريكية في القرن التاسع عشر. يشرح المؤلف إنشاء الشركات الكبرى في سياق كيف غيّرت الثورة الصناعية الصناعة الأمريكية. تطلبت هذه التغييرات فئة إدارة محترفة. ثم غيرت هذه الفئة الجديدة الثقافة التنظيمية للأعمال الأمريكية ، مع التركيز على القرارات التي تركز على التدابير القائمة على المال مثل الربح والخسارة (انظر أيضًا نظرية الاختيار العقلاني).ثم يصف الكتاب نتائج مقابلات المؤلف. تضمن بحث المؤلف مقابلات مع مديرين على مستويات مختلفة من المنظمات. هذه المنظمات غير المسماة هي شركات كبيرة ومتوسطة الحجم. تغطي البيانات النوعية التي تم جمعها من خلال المقابلات ما يقرب من أربع سنوات ، بدءًا من عام 1980 ، وتوثيق التغييرات في الإدارة داخل الشركات ، وقرارات العمل ، وتأثير تلك التغييرات والقرارات على المديرين.

## الشعبية بين المتسللين
كتاب متاهات أخلاقية أحد "الكتب المفضلة جدًا" لعالم القرصنة آرون شوارتز ، مما يجعله كتابًا مؤثرًا داخل هذا المجتمع. استخدم بيتر لودلو ، وهو كاتب في ثقافة الهاكرز ، عالم المتاهات الأخلاقية لشرح تصرفات إدوارد سنودن.

## أنظر أيضاً
- قانون باركنسون
- بيتر برينسيبل
- ديلبرت

## روابط خارجية
هارفارد بيزنس ريفيو: "المتاهات الأخلاقية: البيروقراطية والعمل الإداري" ، 1983 مقال بقلم جاكال